# 乌尔姆停战协议 (1647年)

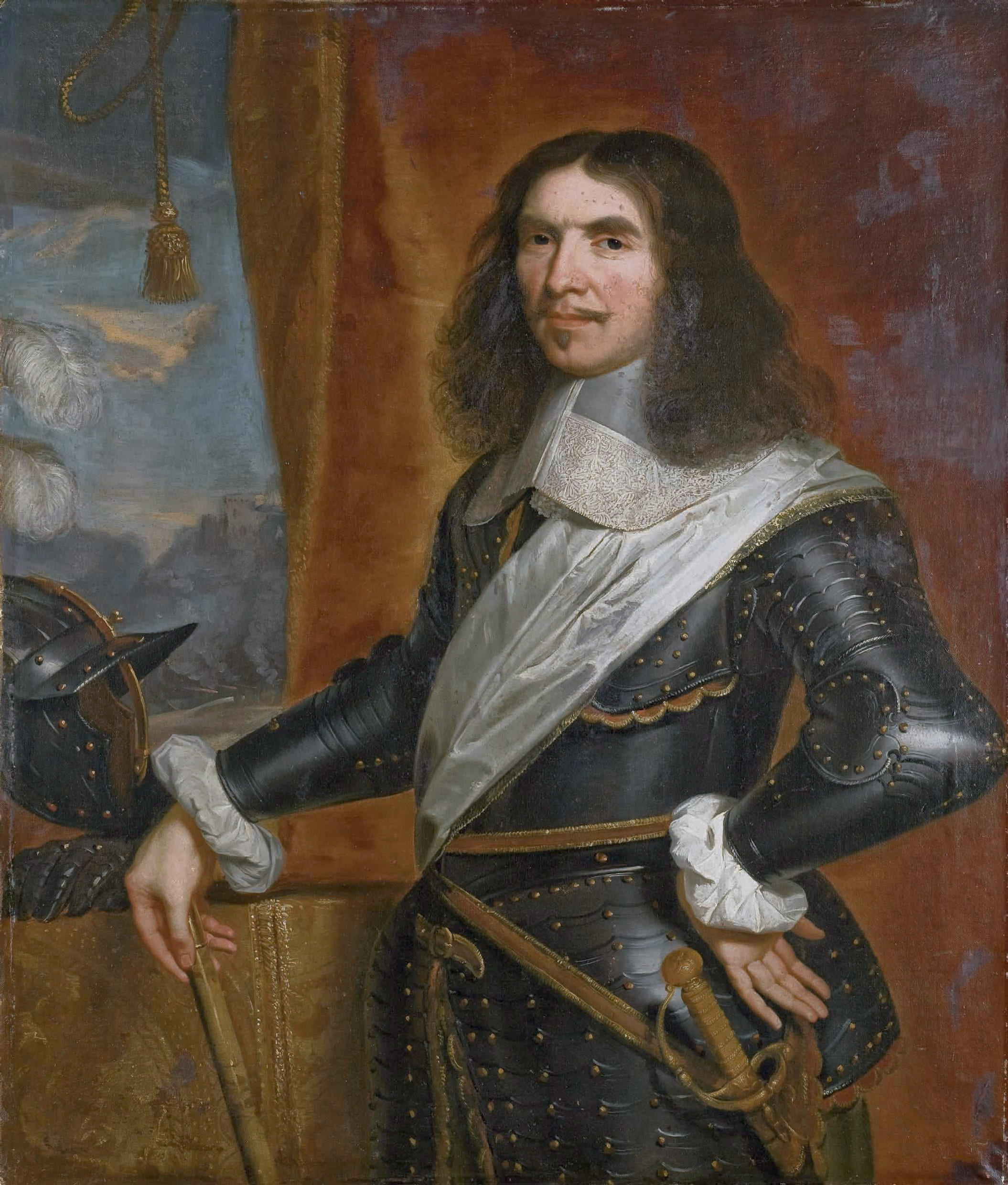
法瑞聯軍入侵的總指揮蒂雷納子爵

烏爾姆停戰協定（法語：Trêve d'Ulm）簽訂於1647年3月14日，是三十年戰爭期間巴伐利亚選帝侯馬克西米利安一世與法蘭西王國與瑞典王國的代表所簽訂的條約。
1646年開始，蒂雷納子爵率領的法瑞聯軍開始對巴伐利亞進行大規模的入侵，以迫使馬克西米利安一世退出戰爭和放棄與帝國皇帝斐迪南三世的聯盟。

## 註腳
1. ↑  de Périni 1896，第89頁.
2. ↑  Morris 1891，第20頁.